# Casey Weldon
(en) Statistiques sur pro-football-reference
William Casey Weldon (né le 3 février 1969 à Americus) est un joueur et entraineur américain de football américain évoluant au poste de quarterback.

## Carrière

### Université
Weldon joue à l'université d'État de Floride où il est l'un des meilleurs joueurs de l'université au début des années 1990. Lors de sa dernière saison universitaire, il finit second ex æquo pour le Trophée Heisman, plaçant en lui de grands espoirs.

### Professionnelle
Casey Weldon est sélectionné lors du draft de la NFL de 1992 au quatrième tour, au 102e choix par les Eagles de Philadelphie. Sa première saison est une saison vierge pour Weldon qui n'apparait à aucune reprise sur le terrain de la NFL. En 1993, il quitte Philadelphie pour les Buccaneers de Tampa Bay avec qui il fait ses débuts lors de la saison 1993. Après une saison 1994 où il ne fait que deux apparitions, il est nommé quarterback remplaçant pour la saison 1995 mais ne débute aucun match, marquant néanmoins son seul touchdown personnel sur une course, se contentant d'entrer en cours des seize parties de la saison. Entre-temps, Weldon fait une saison avec l'équipe espagnole des Dragons de Barcelone en NFL Europa. En 1996, il retourne dans les arcanes du roster en ne jouant que trois matchs.
En 1997, il signe avec les Chargers de San Diego mais n'est aligné à aucune reprise. Après cette saison, il fait ses valises pour les Redskins de Washington où il entre au cours de deux matchs lors de la saison 1999 sans faire la moindre passe. Après avoir passé une saison 2000 comme agent libre, il s'inscrit sur la liste du draft de la XFL, nouvelle ligue de football américain. Il est sélectionné au premier tour, au second choix par les Birmingham Thunderbolts et dispute la saison 2001 avec sa nouvelle équipe. Après cette saison, la XFL ferme ses portes pour cause de faillite après seulement une saison et décide de raccrocher le casque.

### Entraineur
En 2006, Casey retourne dans son lycée la North Florida Christian High School pour entrainer l'équipe du lycée et fait monter l'équipe d'une division. Mais de mauvais résultats successifs entrainent le limogeage de Weldon, remplacé par Tim Cokely. En mai 2008, il est appelé comme coordinateur offensif de l'équipe de la Leon High School.